# Unbreakable (Janet-Jackson-Album)
Unbreakable ist das elfte Studioalbum der Sängerin Janet Jackson. Die Veröffentlichung erfolgte am 2. Oktober 2015, als erstes Album auf ihrem Independent-Label Rhythm Nations Records. Jackson hatte sich sieben Jahre zuvor von ihrem Label Island Records getrennt, da sie mit der nicht ausreichenden Promotion für ihr zehntes Album Discipline unzufrieden war.
2009 litt sie unter dem plötzlichen Tod ihres Bruders Michael Jackson; später im selben Jahr trat sie mit einer besonderen Gedenkshow bei den MTV Video Music Awards auf. Zudem trennte sie sich nach sieben Jahren Beziehung von ihrem Freund, dem Produzenten Jermaine Dupri. Universal und A&M Records brachten anschließend ihre zweite Greatest-Hits-Kompilation, Number Ones, auf den Markt.
Obwohl sie bereits mit dem Produzenten Rodney Jerkins an neuen Songs arbeitete, kehrte sie dem Projekt später den Rücken, unsicher, ob sie wieder einen Vertrag mit einem großen Label unterzeichnen oder ihre Musik selbst vermarkten sollte. Nachdem sie eine Rolle in den Spielfilmen Auch Liebe macht mal Ferien 2 und For colored girls – Die Tränen des Regenbogens hatte, ging sie 2011 auf eine Welttour zur Promotion für ihre zweite Kompilation. 2013 gab sie bekannt, dass sie wieder an einem neuen Album arbeiten werde. Im selben Jahr gab sie ebenfalls bekannt, dass sie ihren dritten Ehemann im katarischen Geschäftsmann Wissam Al Mana gefunden habe. Im Mai 2015 gab sie bekannt, dass sie die Unbreakable-Welttournee antreten würde. Auch teilte sie mit, dass sie ihr neues, elftes, Studioalbum auf ihrem eigenen Label veröffentlichen werde, das sie durch eine Partnerschaft mit BMG gründen konnte.
Unbreakable vereint Jackson wieder mit dem Songwriter/Produzenten-Duo Jimmy Jam und Terry Lewis, die zuletzt mit ihr gemeinsam an ihrem neunten Studioalbum, 20 Y.O., gearbeitet hatten. Gaststars auf dem Album sind der Rapper J. Cole und Missy Elliott. Jackson entwickelte das Konzept für Welttour und Album parallel. Das Thema des Albums umfasst verschiedenste Erfahrungen aus dem Lauf ihres Lebens – inklusive Teile ihrer Kindheit und dem Verlust von Michael. Hinzu kommen Aussagen sozialkritischer Natur, in Verbindung zu ihrem 1989 erschienenen Album Rhythm Nation 1814. Es wird beschrieben als ein offener Dialog darüber, „wo wir heutzutage als Individuen stehen und im Zusammenhang als Elemente eines Planeten“. Sie hat das Album viel in sozialen Medien promotet, dabei immer mit der Verwendung des Hashtags #ConversationsInACafe. Die erste Single-Auskopplung No Sleeep, erfolgte am 22. Juni 2015.

## Hintergrund
Nachdem sie 2008 ihr zehntes Studioalbum Discipline veröffentlichte, trennte sich Jackson von ihrem 14-monatigen Plattenlabel Island Records. Ein Pressesprecher der Sängerin sagte: „Jackson wird ihre Karriere ab jetzt selbst in die Hand nehmen, ohne die Einschränkungen durch ein Label ... Dafür bekannt, dass sie sich auf neues Terrain wagt und Trends aufstellt, ist Janets Trennung von Island Records etwas, was sie zu einem der ersten Superstar-Künstler macht, die individuelle Freiheiten haben um ihre Arbeiten zu veröffentlichen, durch ein breites Spektrum wie iTunes, Mobilfunkanbieter und andere diverse und innovative Möglichkeiten.“
Mariel Concepcion vom Billboard Magazine sagte, dass „Jackson wie gemacht für das Label Live Nation Artists wäre, welches unter anderem jay-Z, Nickelback und Shakira beherbergt.“
Im folgenden Jahr litt Jackson sehr unter dem plötzlichen Tod ihres Bruders Michael. Sie gab später einer Tribute-Vorstellung bei den MTV Video Music Awards 2009 im Gedenken an ihn. Ebenso beendete sie in diesem Jahr ihre langjährige Beziehung zu Produzent und Sänger Jermaine Dupri.
Als Gemeinschaftsunternehmen von EMI veröffentlichte Universal Music Enterprises zusammen mit A&M Recordings ihre zweite Greatest Hits Kompilation, Number Ones (2009). Obwohl sie bereits mit den Aufnahmen von neuen Material begonnen hatte, ließ sie das Projekt hinter sich, da sie noch immer unsicher war, ob sie ihre Musik bei einem Label oder individuell vermarkten lassen wolle.
UMe und A&M brachten später noch ihre dritte Kompilation, Icon: Number Ones (2010), heraus, welche die erste CD der Icon Album Serie darstellte. Diese Serie sollte „die größten Hits, unverkennbare Lieder und Fanglieblinge der populärsten Künstler in der Musikgeschichte“ vereinen. Nach Rollen in den Filmen Auch liebe macht mal Ferien 2 und For Colored Girls – Die Tränen des Regenbogens 2010, ging sie 2011 auf eine Welttournee mit dem Namen Number Ones, Up Close and Personal, um die zweite ihrer Kompilationen zu vermarkten. 2013 gab sie bekannt, dass sie wieder an einem Studioalbum arbeiten würde. Später im selben Jahr, verkündete sie, dass sie ihren Partner, den Qatari Geschäftsmann Wissam Al Mana geheiratet habe. Im Mai 2015 wurde bekannt, dass sie ihr neues, elftes Studioalbum in Kooperation mit BMG auf ihrem eigenen Label Rythm Nations Records veröffentlichen und auf einen begleitende Welttournee gehen würde.

## Aufnahmen
Im Oktober 2009, nur einen Monat vor der Veröffentlichung ihrer zweiten Kompilation Number Ones (2009), gab der Produzent Rodney Jerkins, auch Darkchild genannt, bekannt, dass er mit Jackson an ihrem elften Studio-Album arbeite:
Seit wir zusammen arbeiten ... Habe ich das Gefühl das Studio ist wie ein zweites Zuhause für sie geworden, aufgrund der schwierigen Situation nach dem Verlust von Michael, und im Moment möchte ich ihr einfach das Gefühl geben, dass sie hierher kommen kann und alle ihre Gefühle rauslassen kann. [...] Man muss verstehen, sie hat ihren Bruder verloren. Sie war sieben Jahr lang mit Jermaine Dupri liiert und auch das ist jetzt vorbei. Sie hat mir Dinge erzählt, die mir nicht mal aufgefallen wären. Weißt du, bestimmte Dinge wie das Selbstbewusstsein, mir ist nie bewusst gewesen, dass sie seit Jahren damit kämpft ... Sie arbeitet an ihrem Buch und sie wird das in diesem Buch verarbeiten, aber auch in Songs, ganz bestimmten Songs, in denen wir damit knallhart auf Konfrontation gehen. Und manchmal ist das eben ein empfindliches Thema, in das man vielleicht gar nicht so eintauchen sollte, manchmal musste ich sie dazu überreden 'Lass uns einfach machen, lass uns darüber reden.' Und dann hat sie es gemacht und sie ist ein Profi dabei.
Since we've been working ... I feel like the studio has become a second home for her because with the whole situation with Michael [Jackson] happening, and I feel like right now, emotionally, she can come here and let all her feelings out. [...] You gotta understand, she lost her brother. She was in a relationship for seven years [with Jermaine Dupri] that's over now. There's things that she told me that I didn't even realize. You know, certain [things] like self-esteem that I didn't even realize that she dealt with for years that, you know. ... She's working on her book and she'll deal with that in her book, but also in songs, certain songs we're dealing with that head on. And sometimes it can be a touchy subject for us to even go into, and I kinda had to persuade her, 'Let's just go, let's talk about that.' And she's been doing it, and she's a pro about it.
Trotz alledem gab Jackson 2010 bekannt, sie habe das Album-Material von Jerkins verworfen. Obwohl sie Nothing als Titelsong zu Auch liebe macht mal Ferien 2 aufnahm, sagte sie: „Es gab viele Record Labels, die mich gebeten haben, mich mit ihnen hinzusetzen und zu verhandeln. Aber ich weiß einfach nicht, ob ich etwas vollkommen eigenständig oder mit einem Major machen möchte.“
Im August 2011, während sie auf der Tour zur Kompilation Number Ones (2009) war, erzählte sie, sie würde „zurück ins Studio gehen, später im selben Jahr oder zu Beginn des nächsten. Ich weiß noch nicht was ich jetzt machen werde. Ich mag es, wenn mich mein Leben inspiriert.“ 2013 gab sie dann endgültig bekannt, dass sie ein neues Album aufnehmen würde.
Im August 2014 gab Produzent und Techniker Ian Cross, der mit ihr an den letzten drei Studioalben gearbeitet hatte, an das Barefoot Sound Magazine weiter, dass er an Jacksons neuem Album arbeite. Er sagte „Das neue Album wird toll. Es ist ein Prozess. Da ist soviel auf Lager, was jetzt noch kommt“, des Weiteren erzählte er, dass sie in Studios in Qatar, Paris und dem mittleren Osten arbeiten würden. Er machte deutlich, dass er und die Sängerin „eine sehr besondere Beziehung haben, denn wir wurden sofort zu Freunden. Du triffst viele Leute und mit manchen freundest du dich an, aber manchmal ist da eine Person die ein wirklich richtig guter Freund wird. Sie bat mich 2007, an ihrem Album Discipline mitzuarbeiten, nur um wieder dasselbe zu tun, die Vocals zu produzieren. Das führte dazu, dass sie mir irgendwann einen Vollzeit-Job anbot. Und da bin ich jetzt.“ Nachdem Cross Details verraten hatte, antwortet Jackson selbst auf die Gerüchte, aber weder um sie zu bestätigen noch um sie zu verneinen. Sie twitterte „Wenn es ein neues Projekt gibt, dann hört ihr es über meine Lippen.“
Auf Unbreakable hat sich Jackson wieder mit ihren Langezeit Produzenten Jimmy Jam und Terry Lewis zusammengetan, die an ihrem vorherigen Projekt nicht beteiligt waren.

## Singles
Die erste Single aus dem Album, No Sleeep, wurde am 22. Juni 2015 veröffentlicht. Anfang Juni schrieb Jimmy Jam auf Twitter „Früh am Morgen #Plush #NoSL333P #ConversationsInACafe“, zusammen mit einem Foto von Notenblättern in einem abgedunkelten Studio. Die Fans kamen schnell dahinter, dass No Sl333P und Plush Liedertitel waren. Später wurde ein Abschnitt aus dem Song geleakt, welcher von einem Countdown auf Jacksons Website gefolgt wurde, bei dem am 23. Juni die digitale Veröffentlichung der Single stattfand. Die Album-Version enthält eine Rap Vers von J. Cole, auf dem Album ist aber auch noch eine Version ohne den Rapper zu finden. Die zweite Auskopplung aus dem Album erfolgte am 24. September 2015 mit BURNITUP!, einer Up-Tempo R&B Nummer mit Rapperin Missy Elliott als Gast.

## Veröffentlichung und Promotion
Am 22. April 2015 schrieb Jackson auf Twitter „Loslassen bedeutet nicht, dass man aufhört“, nachdem ein Fan als Scherz ein „Vermisste Person“-Poster von Jackson in Umlauf gebracht hatte. Sie teilte das Bild selbst, was dazu führte, dass man weiterhin über ein neues Album spekulierte. Am 16. Mai 2015, ihrem 49. Geburtstag, kündigte Jackson ein neues Album und eine Welttournee an: „Ich versprach, ihr würdet es durch meine Lippen erfahren. Und jetzt ist es soweit. Dieses Jahr gibt es neue Musik, eine neue Welttour, eine neue Bewegung. Ich habe zugehört. Lasst uns weiter reden.“
Es wurde später bekannt gegeben, dass die Veröffentlichung ihres neuen Albums im Herbst 2015 erfolgen würde, auf ihrem eigenen Plattenlabel Rhythm Nation Records, mit einem Vertrieb von BMG Rights Management. Der Start von Rhythm Nation reiht Jackson in die kleine Riege afrikanisch-amerikanischer weiblicher Musiker ein, die ihr eigenes Musiklabel besitzen.
Im Juni brachte man die erste Single No Sleeep auf den Markt. Im selben Monat zeigte Jackson einen Ausschnitt aus einem Song, der Love hieß, aber in der finalen Version dann als Unbreakable auf das Album kam. Der Song handelt davon, wie wichtig ihr ihre Fans sind.
Am 20. August 2015 veröffentlichte sie eine Preview des Songs The Great Forever, während sie gleichzeitig den Titel ihres elften Studioalbums, Unbreakable, bekannt gab und das Veröffentlichungsdatum vom 2. Oktober 2015 mitteilte.
Um das Album noch weiter zu promoten, begab sich Jackson im August 2015 auf die Unbreakable World Tour. Vor-Verkaufskarten habe es zunächst exklusiv für American Express und Citibank Kunden, im Anschluss daran wurde der generelle Ticketverkauf am 22. Juni 2015 eröffnet.
Das Album konnte zudem ab sofort vorbestellt werden, ebenso wie Vinyl-Auflagen der Single No Sleeep. Am 19. September 2015 sollte Jackson beim iHeartRadio Music Festival in der MGM Grand Garden Arena auftreten. Am 18. September gab ihr Pressesprecher jedoch bekannt, dass sie nicht auftreten würde.

## Rezeption

### Kritik
Die Kritiker reagierten gemischt auf das Album. Das Time Magazine schreibt hingegen, dass Unbreakable genau das sei, was Janet Jackson am besten könne, und sie so auch in ihrer besten Form zeige. Gelobt wird unter anderem der Einsatz einer „starken“ Gastrapperin, Missy Elliott, die 2015 wieder an ihre Erfolge aus den frühen 2000'ern anknüpfen kann.
Spiegel Online befand, dass Jackson aus einer Phase privater Umbrüche „mit einem sehr guten Album“ zurückkehre. Das Album sei „auf musikalischer Ebene ein wohltuender Befreiungsschlag mit einer ganzen Reihe potenzieller Chart- und Radiohits“, dass sich auch auf „inhaltlicher Ebene dem herrschenden Zeitgeist der Züchtigkeit“ anpasse. Ralf Niemczyk von der Rolling Stone bezeichnete Unbreakable als „Paukenschlag aus dem Nichts“. Jan Kedves von der Süddeutschen Zeitung urteilte, dass Jackson sich nach „ihren letzten drei Alben, die, freundlich formuliert, orientierungslos wirkten“ mit Unbreakable „musikalisch rundum erfrischt“ präsentiere. Das Album sei ein „Befreiungsschlag, musikalische Lockermachung, Liebes- und Trauerarbeit, alles in einem: Das klingt irgendwie nach einem Traum. Unbreakable ist aber wirklich einer“. ZEIT Online-Autorin Britta Helm bezeichnete die Platte als „Huldigung der neunziger Jahre“, die an die „Geister von Aaliyah und TLC“ erinnere. Jackson habe es „ohne weiteres Reingerede geschafft, dass Unbreakable bei ganzen 18 Tracks nur selten schwächelt und dafür umso öfter an ihre größten Stärken erinnert“.
Harald Peters von Die Welt befand, dass Unbreakable an Bruder Michael Jacksons Bad (1987) erinnere. Jackson habe ein Album abgeliefert, „mit dem sie einen großen Schritt Richtung Alterswerk macht, selbstbewusst, selbstverständlich und selbstzufrieden“. In seiner Rezension für laut.de kritisierte Kai Butterwerk, dass Unbreakable trotz eines „ebenerdigen Fundaments aus qualitativ hochwertigem R&B, Pop, Soul und Hip-Hop“ ein wenig „hinterher“ hinke und ein Großteil des Albums „nur nebenher“ liefe. Spex-Rezensentin Sonja Eismann resümierte, sie habe „sich an einigen Stellen doch mehr experimentierfreudige Aggression und weniger spirituelle Erleuchtung gewünscht“. Die Mittelbayerische Zeitung befand, dass „das Sammelsurium aus 90er-R'n'B, Dancefloor-Beats und Poprock nicht viel Platz für eine eigene Note“ lasse.

## Trackliste
- 01. Unbreakable
- 02. BURNITUP! (featuring Missy Elliott)
- 03. Dammn Baby
- 04. The Great Forever
- 05. Shoulda Known Better
- 06. After You Fall
- 07. Broken Hearts Heasl
- 08. Night
- 09. No Sleeep (featuring J. Cole)
- 10. Dream Maker/ Euphoria
- 11. 2 B Loved
- 12. Take Me Away
- 13. Promise
- 14. Lessons Learned
- 15. Black Eagle
- 16. Well Traveled
- 17. Gon’ B Alright
- 18. No Sleeep (without Rap)
- 19. No Sleeep (AFSHeeN Remix featuring J. Cole)